# Глухое (озеро, Магаданская область)
Глухо́е — озеро подгорно-лагунного происхождения в центральной части Ольского городского округа Магаданской области. Площадь зеркала — 10,2 км². Высота над уровнем моря — 2 м. Площадь водосборного бассейна — 59,6 км².

## География
Озеро неглубокое, расположено вблизи берега Амахтонского залива Охотского моря, от которого отделено довольно узкой полоской земли, по которой протекает река Ойра. Вдоль реки, вблизи южного берега озера проходит автотрасса 44Н-1 Талон — Магадан. Ближайший населённый пункт — посёлок Армань.
Имеет округлую форму, протяжённость составляет 4,4 километров с севера на юг и 3,7 километра с запада на восток. Берега заболоченные. Береговая черта по большей части ровная или слабо изогнутая. В юго-восточной части через протоку имеет сток в реку Широкая, впадающую в Ойру. В само озеро впадает несколько ручьёв. На севере над озером возвышается гора Армань (1135 м). 
В озере Глухом обитает некрупный голец; иногда, во время разливов, заходит корюшка-малоротка.
Код озера в Государственном водном реестре РФ — 19100000211119000001254.